# Üdvözlégy, Oltáriszentség
Az Üdvözlégy, Oltáriszentség az Oltáriszentségről szóló egyházi ének, mely a Bozóki-énekeskönyvben jelent meg először.

## Kotta és dallam
| Üdvözlégy Oltáriszentség! Csodálatos szent istenség! Téged szívből mind imádunk, Oltárodnak trónján áldunk. Üdvözlégy, szent Szakramentom! Százezerszer, meg ezerszer, én Jézusom!    | Ha szenteknek nagy szívével, Angyaloknak lángnyelvével Köszönthetne minden lélek, Méltón úgy sem dicsérnének. Üdvözlégy, szent Szakramentom! Százezerszer, meg ezerszer, én Jézusom! |
| Öntsd szívembe olajodat, Égesd benne világodat; Nagy Szentség! ó térj be hozzám, Mert szívem csak Téged kíván. Üdvözlégy, szent Szakramentom! Százezerszer, meg ezerszer, én Jézusom! | Életünknek végóráján, Hogy ne ejtsen meg a Sátán, Te légy erős én gyámolom, Mert csak nálad az oltalom. Üdvözlégy, szent Szakramentom! Százezerszer, meg ezerszer, én Jézusom!       |

## Felvételek
- SZVU 136 Üdvözlégy Oltáriszentség. YouTube (2011. május 21.)  (Hozzáférés: 2017. február 5.) (audió)
- Üdvözlégy Oltáriszentség.... Kántor Peti  YouTube (2016. november 26.)  (Hozzáférés: 2017. február 5.) (videó)
- Czestochowai zarándoklat Katymár. Madarasi Harmónika Zenekar  YouTube (2012. június 29.)  (Hozzáférés: 2017. február 5.) (videó)